# Lac de Nantua
Der Lac de Nantua (deutsch See von Nantua) liegt im Département Ain der Region Auvergne-Rhône-Alpes in Frankreich. Er ist eiszeitlichen Ursprungs und Teil einer Schlucht im Jura-Gebirge, die quer zu dessen Bergketten verläuft.

## Geographie
Der See hat eine Länge von 2,5 km und eine ungefähr konstante Breite von 650 m.
Er liegt am Nordfuß der Montagne de Chamoise und bildet den westlichen Ausgang des Jura-Quertales Cluse de Nantua, das die Antiklinalen des Jura in Ost-West-Richtung durchschneidet.
Der See gehört vollständig zum Gemeindegebiet von Nantua, das direkt am östlichen Ufer liegt. Am Westufer liegen Montréal-la-Cluse und die kleine Gemeinde Port.
Die beiden wesentlichen oberirdischen Zuflüsse sind die kleinen Bäche Merloz und Doye. Diese entwässern einen nur wenige Kilometer langen Abschnitt der Cluse de Nantua, da oberhalb von Les Neyrolles die Wasserscheide zur Semine verläuft. Nördlich von Port führt der kurze Bras du Lac das Wasser des Sees dem Fluss Oignin zu. Durch die Lage inmitten einer Karstregion tragen auch unterirdische Zu- und Abflüsse zum Wasseraustausch bei. An der Nord- und Südseite des Sees ragen bewaldete Steilhänge bis zu 300 m empor, die von markanten Felswänden durchzogen sind. Inseln hat der See keine.

### Entstehung
Zur Würm-Kaltzeit bildete der Rhône-Gletscher in der Cluse de Nantua eine Seitenzunge, deren Endmoräne bis in die Täler von Ange und Oignin hineinragte. Nach der Eisschmelze blieb ein typischer Zungenbeckensee zurück, dessen Wasserspiegel durch die bis zu 90 m dicken Endmoränen noch erhöht wurde. Seine Ausdehnung war ein Vielfaches des heutigen Lac de Nantua und reichte bis nach Nurieux, Montréal-la-Cluse und Saint-Martin-du-Frêne.
Im Jahr 1856 ließ die Gemeindeverwaltung Nantua den Bras du Lac begradigen und damit den Seespiegel um etwa 1 m absenken, um Überschwemmungen zu vermeiden und sumpfige Bereiche als zusätzliches Land zu gewinnen.

## Ökologie
Die durchschnittliche Verweildauer des Wassers im See wird auf 251 Tage geschätzt, was im Vergleich zu den benachbarten Seen von Annecy und Le Bourget einen deutlich schnelleren Wasseraustausch darstellt.
Trotzdem führte die Einleitung von Abwässern schließlich Anfang der 1970er Jahre zu einer starken Nährstoffbelastung (Eutrophierung), von der sich der See nur langsam erholt. Im Sommer herrscht eine deutliche thermische Schichtung mit bis zu 25 °C Wassertemperatur an der Oberfläche (meromiktisches Gewässer), eine Durchmischung mit den Schichten unterhalb 10 m Tiefe findet dagegen nur im Winter statt. Das Seewasser ist mittelhart mit rund 10°dH, bedingt durch das kalkreiche Einzugsgebiet. Die elektrische Leitfähigkeit liegt bei 390 µS/cm.
Die Ablagerungen im See bestehen zum überwiegenden Teil aus Schluff, d. h. aus mineralischen Sedimenten von sehr kleiner Teilchengröße.

### Maßnahmen zum Schutz
Als Reaktion auf die hohe Nährstoffbelastung und den daraus resultierenden Sauerstoffmangel vor allem in tieferen Schichten wurde 1972 ein Abwassernetz in Betrieb genommen. Dieses sammelt die Abwässer der beiden Gemeinden am Seeufer (Port, Nantua) sowie von Les Neyrolles oberhalb des Sees und führt sie einer eigens dazu gebauten Kläranlage am Ende des Bras du Lac zu. Um die Erholung des Sees zu beschleunigen, wurde in einer Versuchsanlage Sauerstoff in die tiefen Schichten (35 m Tiefe) eingeleitet. Dazu wurden mittels Umwälzpumpen in den Sommern von 1976, 1977 und 1978 jeweils 15, 51 und 60 Tonnen Sauerstoff im Wasser gelöst. Eine Messreihe während des Eingriffs 1978 zeigte jedoch nicht die erwartete Erhöhung des Sauerstoffgehalts, sodass diese Einleitung in den folgenden Jahren nicht weiter fortgeführt wurde. Es wurde vermutet, dass sowohl die so stimulierte Mikrofauna wie auch chemische Reaktionen mit dem Sedimentgestein den eingeleiteten Sauerstoff gleich wieder verbraucht haben.
Vor allem in den letzten Jahren besserte sich die Situation des Sees, und der Sauerstoffmangel am Ende der Sommerstagnation unterhalb von 10 m Tiefe war weniger ausgeprägt.

### Flora und Fauna
Das Ufer ist im Bereich der Steilhänge bewaldet, jedoch nur soweit es die dort verlaufenden Verkehrswege zulassen. Es finden sich auch gänzlich umgestaltete Abschnitte wie die Ufermauern und ein Strand in Nantua. Ein Sumpfbereich mit Schilfbewuchs befindet sich in Port. Die Biomasse besteht im Wesentlichen aus Phytoplankton, wobei in oberen Wasserschichten Dinobryon divergens und in tieferen die Burgunderblutalge vorherrschen. Als größere Pflanzen kommen Teichrosen und Großes Nixenkraut vor.

Den Seegrund bewohnen vor allem Schlammröhrenwürmer und Erbsenmuscheln. Die Fischpopulation ist vielfältig und beinhaltet Flussbarsche, Hechte, Seeforellen und Karpfen.

### Schutzstatus
Der Lac de Nantua ist seit 1936 eine site classé, d. h. ein Landschaftsschutzgebiet. Sämtliche Bau- und Abrissmaßnahmen stehen damit unter staatlicher Aufsicht und Installationen sind verboten, die das Erscheinungsbild negativ beeinflussen können, wie zum Beispiel Werbetafeln oder oberirdische Stromleitungen.

## Sehenswürdigkeiten

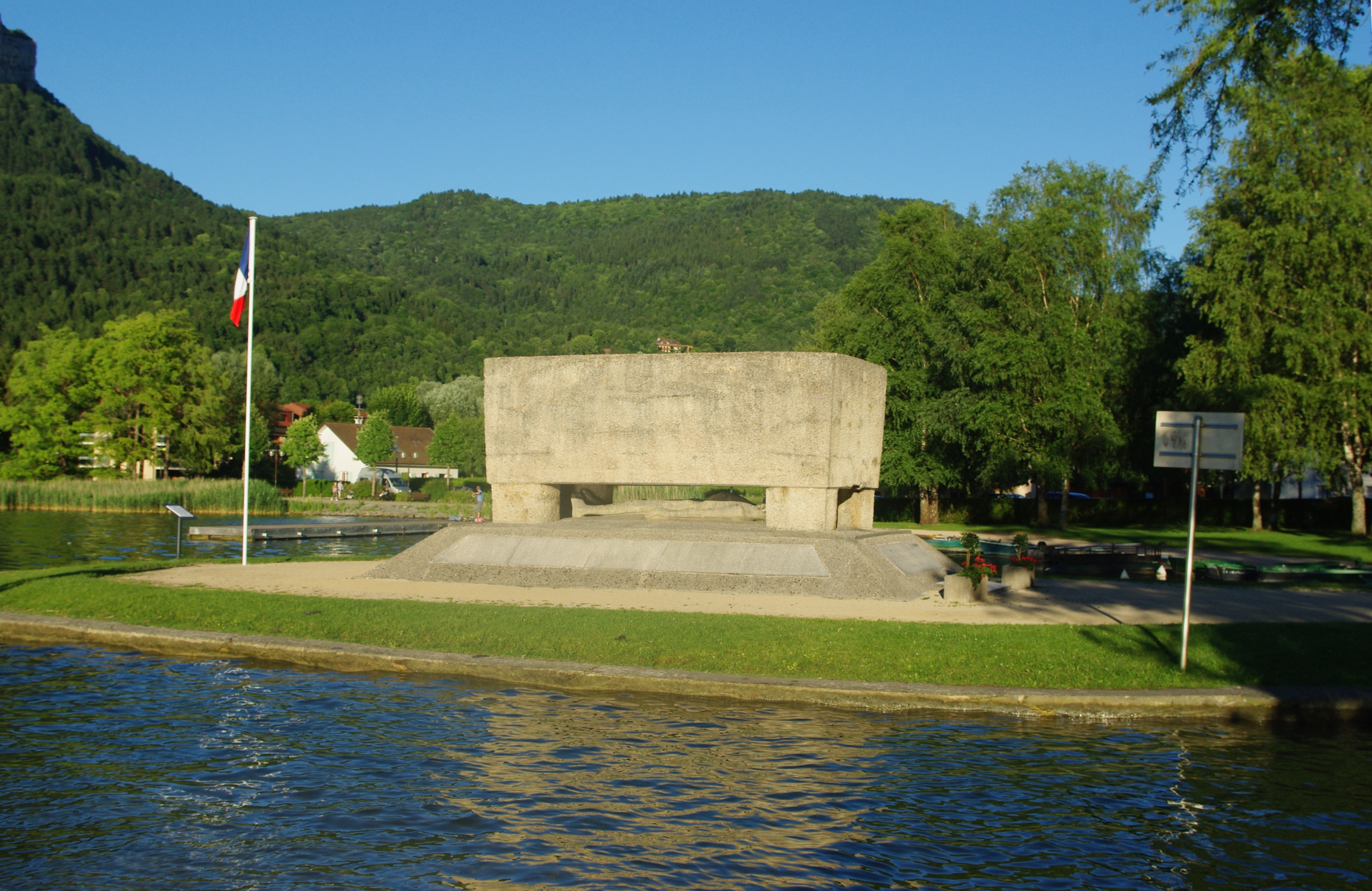
Blick auf das Südufer und das Mahnmal für die Opfer der Deportationen

Am Südufer auf einer eigens dafür angelegten Halbinsel steht das Mahnmal zum Gedenken an die Opfer der Deportationen aus dem Ain (Mémorial aux Déportés de l’Ain). Es erinnert mit einer Tafel an 595 Menschen aus dem Département Ain, die in der Zeit 1940–1944, also während des Vichy-Regimes und der deutschen Besatzung, aus politischen Gründen in Konzentrationslager verschleppt wurden und dort starben oder exekutiert wurden. Eine weitere Gedenktafel ist den Kindern von Izieu gewidmet. Das Mahnmal wurde 1947 von Bürgern aus Nantua, die die Deportationen überlebt hatten, in Auftrag gegeben und der Künstler Louis Leygue, selbst ein Deportierter, mit der Ausführung betraut. Er schuf eine Skulptur, die einen liegenden, ausgemergelten Mann unter einem großen, etwa 70 Tonnen schweren Steinblock zeigt. Eine Aussparung in der Blockmitte wirft Licht auf die Figur. Das Mahnmal wurde im November 1949 eingeweiht.

## Wirtschaftliche Bedeutung
Der See ist erreichbar über die Départementsstraße D1084, die von Bellegarde-sur-Valserine über Nantua nach Pont-d’Ain führt, sowie über die Autobahn A40, die einige Kilometer östlich und westlich je einen Anschluss an die D1084 hat. Im Bereich des Sees verläuft die Autobahn durch den Chamoise-Tunnel, die zum Tunnelportal führende Autobahnbrücke Viaduc de Nantua ist seit 1986 jedoch im Seepanorama hinter Nantua deutlich sichtbar.
Die Stadt Nantua hat ihr Tourismuskonzept auf den See und seine landschaftliche Schönheit ausgerichtet. Verschiedene Wassersportarten wie Segeln, Kanufahren oder Wasserski können betrieben werden. Der örtliche Fischereiclub bietet Tages- und Wochenlizenzen zum Angeln. An der Südspitze gibt es eine Badeanstalt mit Strand am Seeufer und einen Campingplatz.

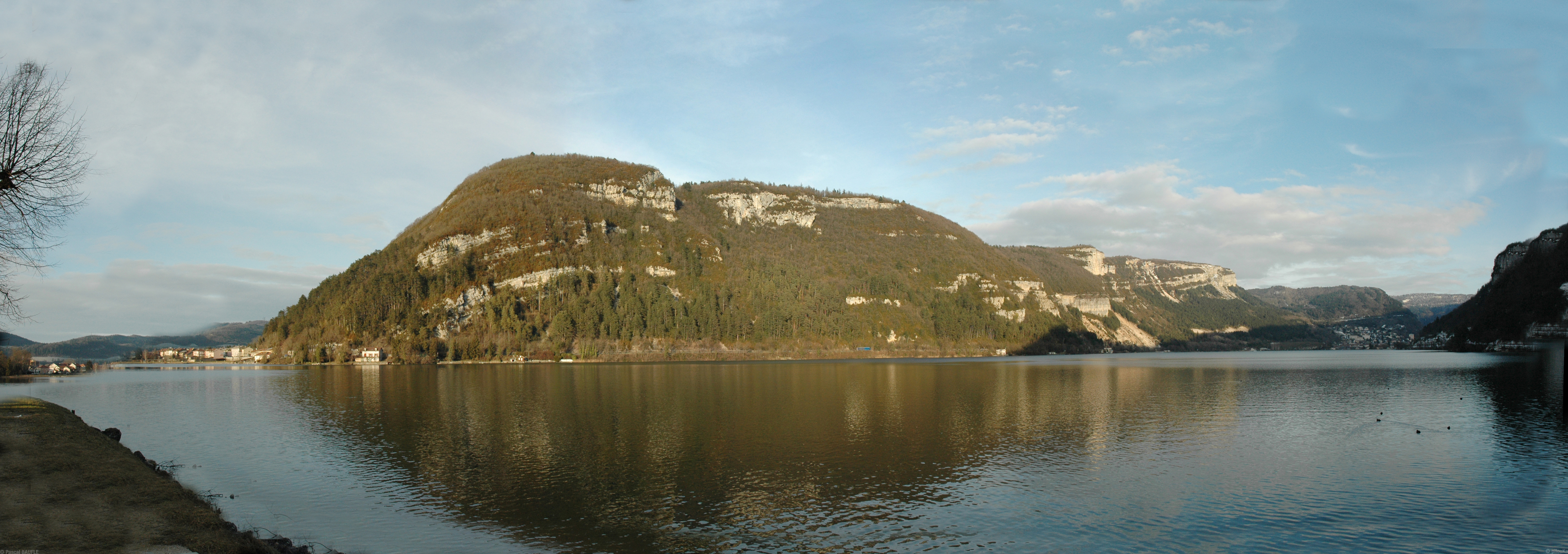
Panorama vom Südufer aus gesehen, Nantua liegt rechts.